# 轩辕一
轩辕一(大熊座10)，又名BD+42 1956、HD 76943、SAO 42642、HR 3579，是位于天猫座的一颗恒星，视星等为3.97，位于銀經179.8，銀緯41.19，其B1900.0坐标为赤經8h 54m 9s，赤緯+42° 41.19′ 44″。